# Фанг (народ)
Фанг, пангве, пахуин, фанве — группа родственных народов (яунде, этон, бене, мвеле, мваэ, тсинг, баса, гбигбил, нтуму и других), живущих на юге Камеруна, в Экваториальной Гвинее и северных районах Габона. Численность — около 4 млн чел. Фанг входят в группу бети-пахуин, которые во многом между собой схожи. Язык фанг относится к северо-западной (бебоидной) подгруппе языковой группы банту бенуэ-конголезской семьи нигеро-конголезской макросемьи языков.

## Уклад фанг

### Традиционный уклад
Традиционные занятия — тропическое ручное подсечно-огневое земледелие (дагусса, сорго, кукуруза, арахис, ямс, маниок, овощи, бананы, масличная пальма), охота, рыболовство. Ремёсла — резьба по дереву и кости (антропоморфные изображения предков, маски, барабаны, сложные композиции из многих фигур и др.), плетение корзин и циновок с полихромным геометрическим орнаментом, кузнечное, гончарное дело. Традиционные поселения имеют линейную планировку (т. н. длинные деревни). Жилище прямоугольное в плане, каркасное, стены плетёные, крыша высокая, нависающая, четырёхскатная или двускатная, из листьев пальмы и травы, вокруг дома — открытая веранда. Традиционная одежда — набедренные повязки из коры у мужчин и пучок сухой травы у женщин. Практикуется татуировка. Вожди носили на плечах леопардовую шкуру. Пища — каши с приправами из овощей и фруктов. Существовали матрилинейная родовая организация, большие семьи, деревенские общины, тайные союзы.

### Фанг сегодня
Как и другие бети-пахуин, фанг работают в лесозаготовительной, деревообрабатывающей и горнодобывающей промышленности (особенно в г. Яунде), на плантациях какао, бананов и масличной пальмы. Для тех фанг, которые живут в лесу, продажа пойманной в лесу дичи проезжающим мимо в крупные города машинам является значительной частью дохода.
Крупные посёлки и городки, разбросанные по территории фанг, всё более напоминают поселения европейцев, с сетью улиц, жилыми и административными районами. Жилища в основном традиционные, но более богатые фанг могут построить бетонное здание. Также всё чаще используется железный настил для крыши в противовес настилу из пальмовых листьев. В последнее время преобладает одежда европейского покроя.

## Расселение фанг

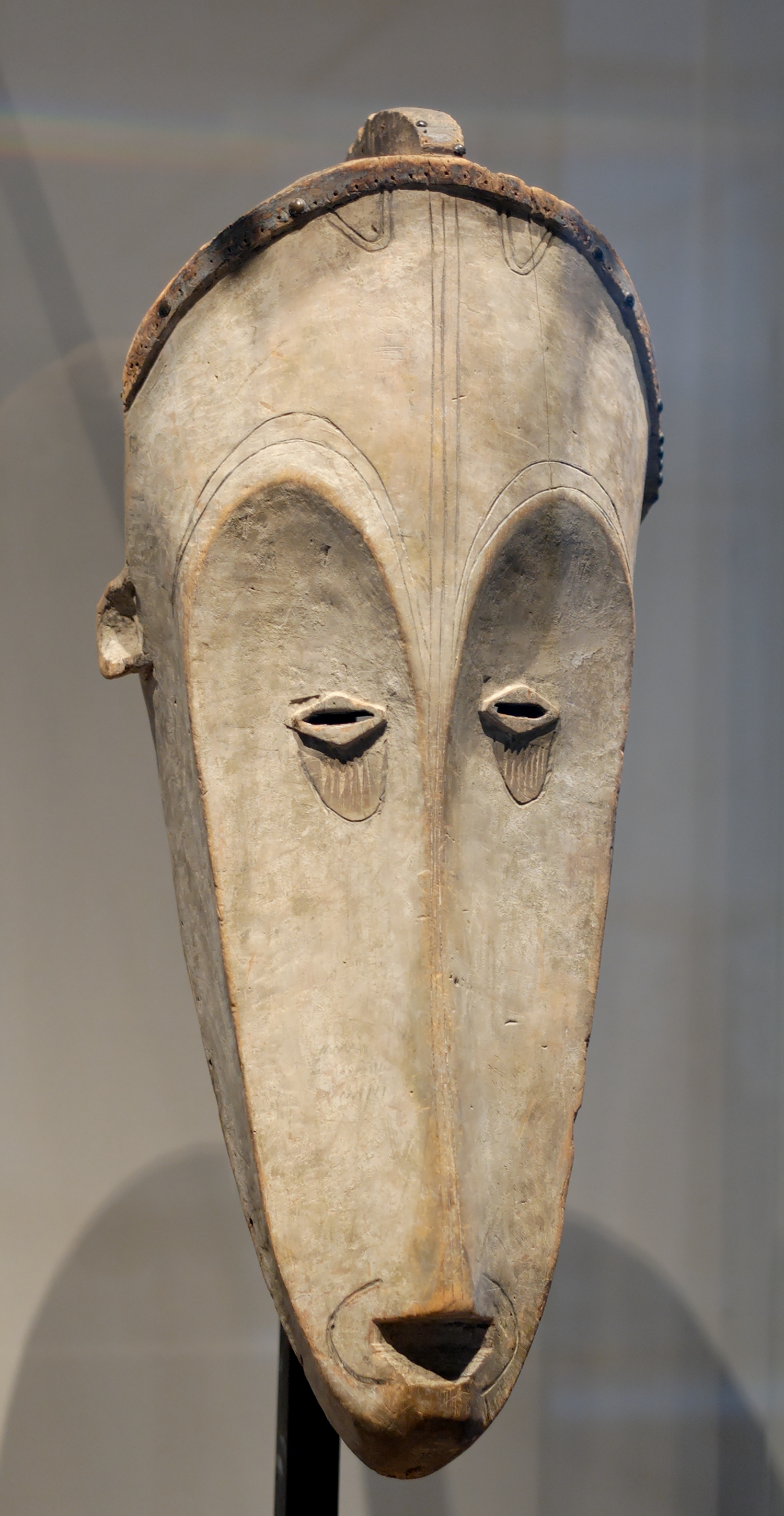
Маска, использовавшаяся фанг при совершении ритуалов поиска колдунов. Дерево, Габон, XIX век

Фанг переселились из бассейна реки Конго в начале XIX в., оттеснив аборигенов-пигмеев.
Индивидуальные этнические группы фанг включают как самих фанг, так и нтуму, мваэ, окак и др. Территории фанг начинаются в южной части Камеруна, к югу от Криби, Джоум и Мванган в Южной Провинции и тянутся вдоль границы, включая всю Рио Муни в Экваториальной Гвинее, и дальше на юг — в Габон и Конго. Большое количество фанг присутствует в Габоне, Экваториальной Гвинее (включая остров Биоко), Сан-Томе и Принсипи, и в небольшом количестве в Конго. В Экваториальной Гвинее фанг были доминирующей политической группой с момента обретения страной независимости, причём не только в Рио Муни на материковой части, но и на о. Биоко, где они являются меньшинством. Среди бети-пахуин фанг — наиболее многочисленная группа.

## Религиозные верования
Традиционная религия фанг — бьери, представляет собой некий культ предков. Бьери постепенно вытесняется бвити, которую фанг позаимствовали у местных пигмейских племён. В основе бвити лежит приём ибогаина, энтеогена более сильного, чем алан. Распространён также культ предков, анимизм, представление о безличной сверхъестественной силе эвур (типа маны). С христианизацией многие традиционные верования (а вместе с ними — и культурные явления) ослабли.
Также есть и христиане, в основном католики и протестанты. Имеются как рьяные последователи чистого христианства, так и те, кто после воскресного похода в церковь идут и к знахарю. Есть и те, кто совсем отрицает христианство, а значительное число фанг являются членами различных синкретических афро-христианских сект. Во многих регионах сохранилась вера во владеющих чёрной магией колдунов, которые способны нанести жертве значительный вред.

## Культура
Фанг — носители богатого фольклора (легенды, басни, сказки), музыкального и танцевального искусства. Они также знамениты своей скульптурой, которая оказала влияние на развитие кубизма. Всё это пришло в упадок у современных фанг, основная масса производимых предметов ориентирована на туристов.